# Marinje Zemlje
Marinje Zemlje falu Horvátországban, Split-Dalmácia megyében, Vis szigetén. Közigazgatásilag Vishez tartozik. 

## Fekvése
Splittől légvonalban 57 km-re délnyugatra, Vis városától légvonalban 3, közúton 8 km-re délre, Vis szigetének délkeleti oldalán fekszik. A Vis városát Komižával összekötő régi úton autóval 15 perc alatt érhető el. Nyolc településrésze az út mentén sorakozik. A faluból utak vezetnek a közeli Mala Travna- és Stiniva-öblökbe.

## Története
Vis szigete már a történelem előtti időkben is lakott volt. Az enyhe éghajlat, a termékeny föld és a halban gazdag tenger már a nagyon korai időkben is bőséges feltételeket biztosított az emberi letelepedéshez. Az ősi indoeurópai kultúra már az i. e. 2. évezredben is virágzott a szigeten. Ezt igazolják a szigeten több helyen található halomsírok és az ősi várromokat jelölő „gradac”, illetve „gradina” helynevek. A település valószínűleg a 17. században keletkezett, amikor a sziget a Velencei Köztársasághoz tartozott. A velencei uralomnak 1797-ben vége szakadt és osztrák csapatok vonultak be Dalmáciába. 1805-ben a sziget az osztrákokat legyőző franciák uralma alá került, de 1811-ben a tengeri fölényben levő angolok elvették a franciáktól. Napóleon végső veresége után újra az osztrákoké lett. A településnek 1880-ban 193, 1910-ben 307 lakosa volt. 
1918-ban elfoglalták az olasz csapatok, az olasz  uralom 1921-ig tartott. Ezután az új szerb-horvát-szlovén állam, majd később Jugoszlávia része lett. A II. világháború után a szocialista Jugoszláviához került. A jugoszláv időszak sziget gazdasági stagnálásának időszaka volt, a lakosság száma az ötödére esett vissza. 1991-től a független Horvátország része, de 1992-ig a JNA katonái állomásoztak a szigeten. A jugoszláv katonák csak 1992 május 30-án hagyták el végleg a szigetet, helyükre horvát csapatok érkeztek. 2011-ben 63 lakosa volt, akik a hagyományos olajbogyó- és szőlőtermesztés mellett halászatból éltek és csak az utóbbi években nyitottak a turizmus irányába. Egyre több a kiadó magánszállás a településen.

## Népesség
| Lakosság változása | Lakosság változása | Lakosság változása | Lakosság változása | Lakosság változása | Lakosság változása | Lakosság változása | Lakosság változása | Lakosság változása | Lakosság változása | Lakosság változása | Lakosság változása | Lakosság változása | Lakosság változása | Lakosság változása | Lakosság változása |
| ------------------ | ------------------ | ------------------ | ------------------ | ------------------ | ------------------ | ------------------ | ------------------ | ------------------ | ------------------ | ------------------ | ------------------ | ------------------ | ------------------ | ------------------ | ------------------ |
| 1857               | 1869               | 1880               | 1890               | 1900               | 1910               | 1921               | 1931               | 1948               | 1953               | 1961               | 1971               | 1981               | 1991               | 2001               | 2011               |
| 0                  | 0                  | 193                | 238                | 278                | 307                | 160                | 320                | 246                | 259                | 238                | 114                | 64                 | 39                 | 35                 | 63                 |

(1857-ben és 1869-ben lakosságát Vis városához számították.)

## Nevezetességei
Szent Vid tiszteletére szentelt 14. századi gótikus temploma a településtől északra az azonos nevű magaslaton áll. Kapuzata 17. századi. Keleti oldalán található a szűk kis apszis, ahol a falazott oltár áll. Belső terében az oldalfal mentén két falazott kőpad is található. Homlokzatán a bejárat két oldalán két kis ablak, a bejárat felett kis rózsaablak látható. A homlokzat felett egykor kis harangtorony volt, mely idővel valószínűleg leomlott. A 17. században még temető volt körülötte, mely mára elpusztult.

## Sport
Kultúrházában bocsapálya működik. Itt különösen vasárnaponként gyűlnek össze a helyiek és baráti társaságuk.